# Waltham Manufacturing Company
Die Waltham Manufacturing Company ist ein ehemaliger US-amerikanischer Hersteller von Fahrrädern und Automobilen der Marken Orient, Waltham und Waltham Orient. Das Unternehmen wurde 1908 von C. H. Metz übernommen und 1909 zu Metz Company umbenannt bzw. reorganisiert.
Zum Waltham Steam Dampfwagen der Waltham Automobile Company gibt es eine indirekte Verbindung, der von der American Waltham Manufacturing Company hergestellte American Waltham hat hingegen keinen Bezug zu diesem Unternehmen.
Das Unternehmen ist nicht zu verwechseln mit der bekannten Waltham Watch Company.
Charles Herman Metz (1863–1937) war ein erfolgreicher Radsportler (New Yorker Staatsmeister auf dem Hochrad 1885) und entwarf danach Fahrräder für die Union Cycle Manufacturing Company in Highlandsville (Massachusetts), dem heutigen Newton Highlands., einem Nachbarort von Waltham (Massachusetts).

## Orient Fahrräder

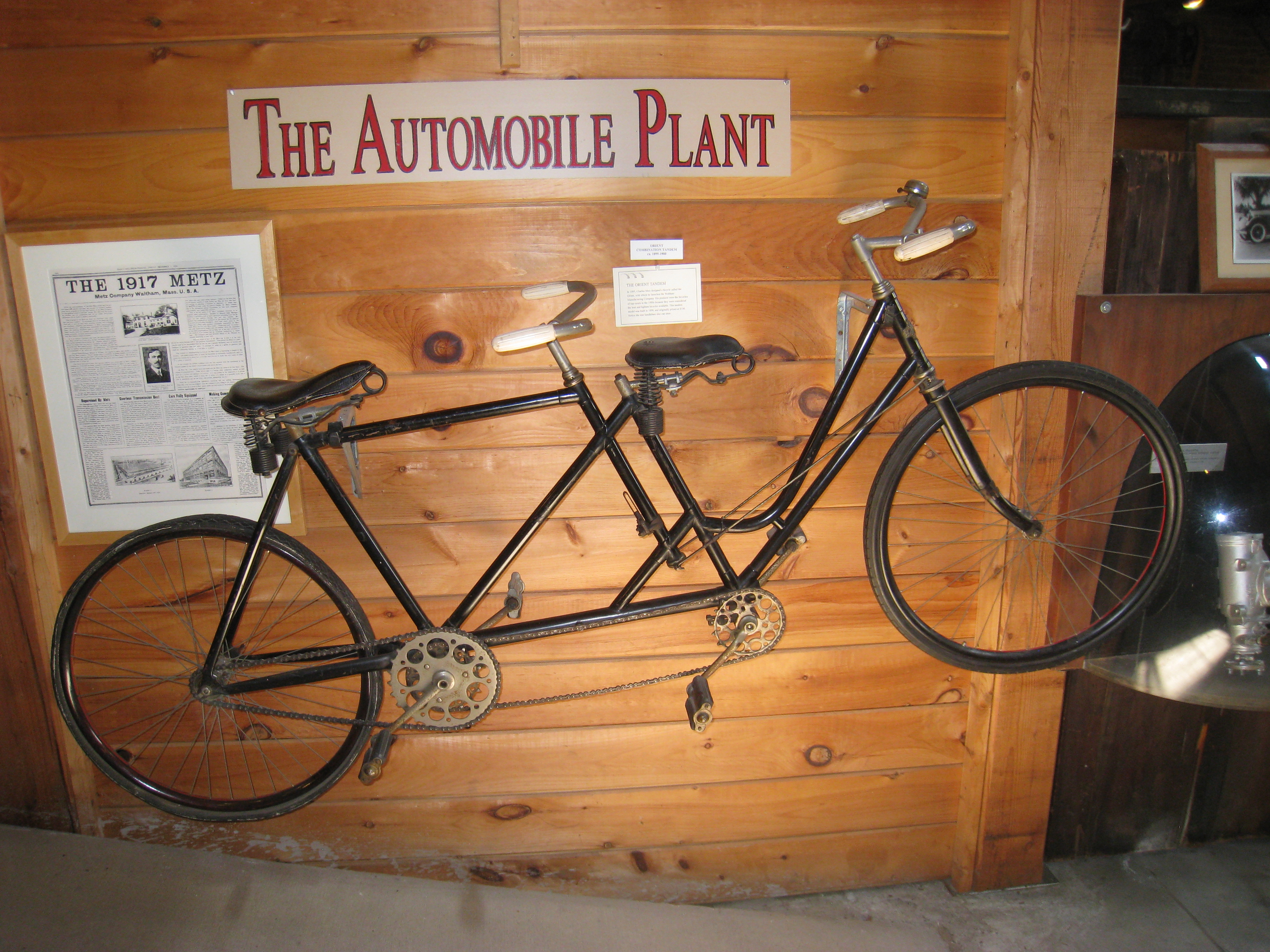
Orient Combination Tandem (1899)

Gemeinsam mit seinen Partnern Prof. Herbert L. Thompson, Elmer G. Howe, Frank L. Howe und möglicherweise William Parrot gründete er 1893 die Waltham Manufacturing Company.
Das Unternehmen wurde nach dem Recht des Bundesstaats Maine eingerichtet, hatte aber seinen Sitz an der Rumford Avenue in Waltham (Massachusetts). Hergestellt wurden Fahrräder unter dem Markennamen Orient. Metz war der Geschäftsführer des Unternehmens. Der Markenname ist möglicherweise auf die Orient Fire Insurance Company zurückzuführen, für die er Versicherungen verkaufte. Die Produktion lief 1894 an.
John Robbins erhielt die Position des Werkleiters. Das Unternehmen verließ sich auch auf die Erfahrung von Charles Metz als Konstrukteur. Um Orient-Fahrräder bekannter zu machen, gründete das Unternehmen ein erfolgreiches Werks-Rennteam. Mit einem Gewicht von 20 lbs (ca. 9,1 kg), einem noch heute guten Wert, galten Orient-Rennräder damals zu Recht als besonders leicht. Als Modell Mile-A-Minute gelangten sie auch in den freien Verkauf.
Charles Metz Beitrag dazu war eine leichtere und dabei stabilere Vorderradgabel. Ein schwerer Unfall mit zwei Todesopfern anlässlich eines Fahrradrennens im Waltham Bicycle Park 1894 brachte Metz dazu, einen verbesserten Kettenantrieb einzuführen. Außerdem wurden ab etwa 1896 Spezialitäten wie Tandems und Mehrsitzer hergestellt, mit denen Rennfahrer für Steherrennen üben konnten; diese waren zeitweise auch als Freizeitgeräte populär. Zu diesem Zeitpunkt hatten sich die "Sicherheits-Fahrräder" mit kleineren und gleich großen Rädern vorn und hinten gegen das Hochrad weitgehend durchgesetzt. Je ein Ori-Six Sechs- und Ori-Ten-Zehnsitzer sind erhalten und im Waltham Museum resp. Henry Ford Museum in Dearborn ausgestellt.
Die Orient-Rennräder hießen zeitweilig Minuteman. Ob das eine Marke oder eine Baureihe war, ist unklar. Das Orient Fahrrad war nicht billig und trotzdem vergleichsweise erfolgreich. 1896 entstanden bereits ca. 15.000 Stück. Zu dieser Zeit baute die American Bicycle Company (A.B.C.) des Colonel Pope allerdings bereits eine runde Million Columbia-Fahrräder jährlich.
Die Waltham Manufacturing Company ist einer von vielen Automobilherstellern in den USA, deren Wurzeln ganz oder teilweise im Fahrradbau liegen; andere sind die American Bicycle Company des Col. Albert Augustus Pope, die Gebrüder Duesenberg, die Gebrüder Duryea, das Rambler-Fahrrad der Thomas B. Jeffery Company, das Pierce der Geo. N. Pierce Company, das Buffalo der E. R. Thomas Company, das Willys des John North Willys (Willys-Overland Company) oder das Fahrrad des Pioniers Alexander Winton. Das Demorest-Fahrrad stand am Anfang des Motorenherstellers Lycoming.

## Motorräder

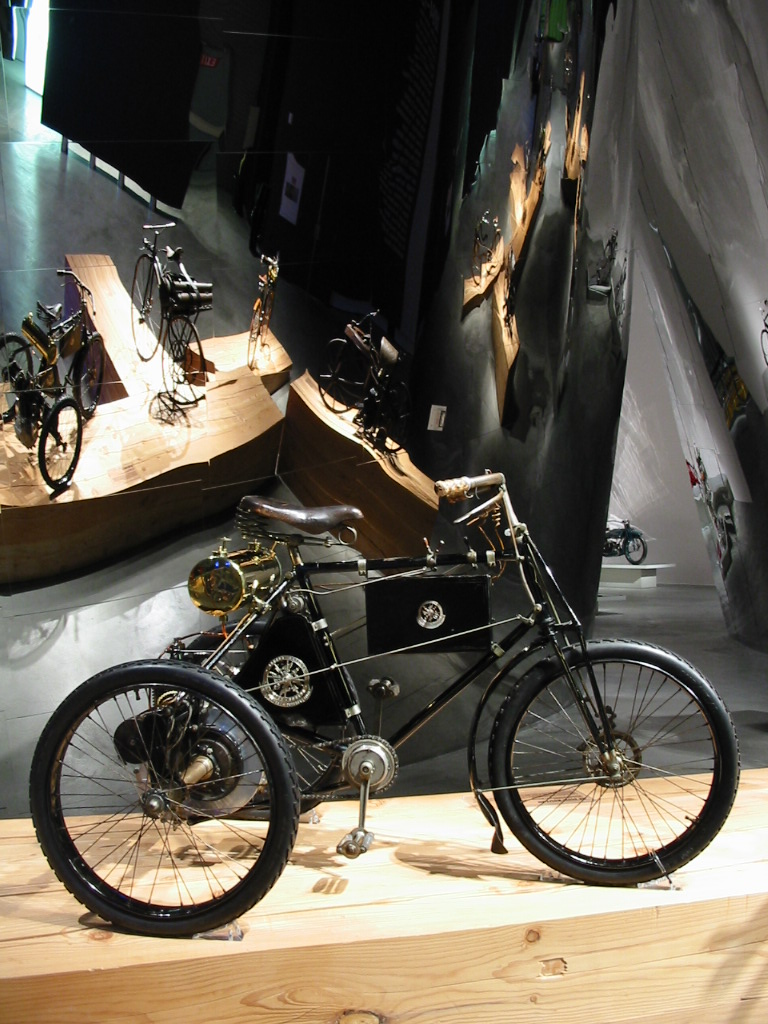
De Dion-Bouton Tricycle in der Version mit 240-cm³-Einzylindermotor (1899)

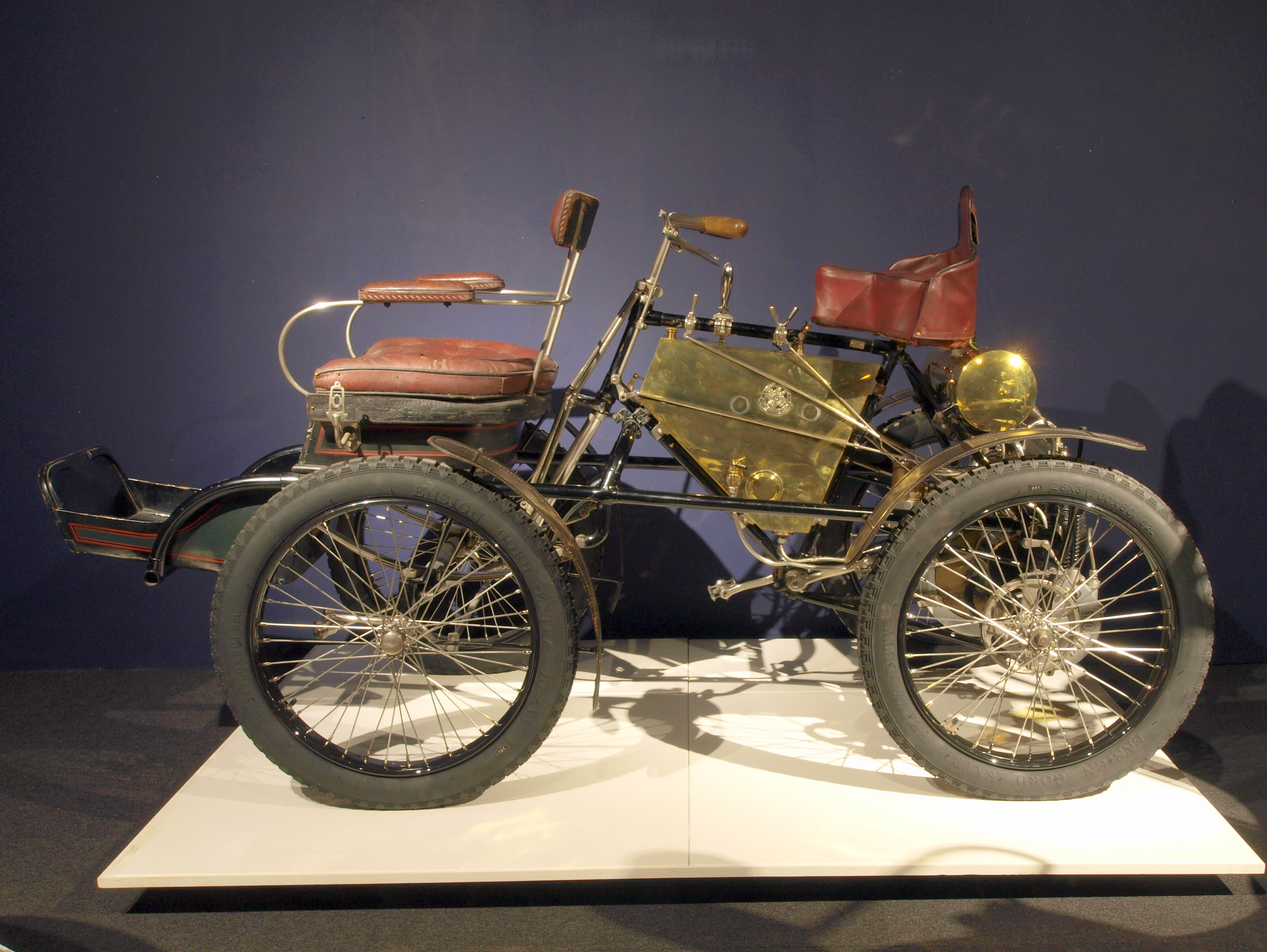
De Dion-Bouton Quadricycle mit Einzylindermotor (1900)

Das erste, mit Dampf betriebene Motorrad in den USA wird Sylvester H. Roper (1823–1896) zugeschrieben. Nachweislich war das zweite Roper-Modell von 1894 fahrbereit; Roper starb 1896 bei Fahrversuchen.
1895 kaufte Metz einen der neuen, schnell laufenden De-Dion-Bouton-Motoren. Das waren Einzylinder-Viertaktmotoren mit 185 cm³ und ½ PS (368 W).
Gegen Ende der 1890er Jahre begann Metz, die Einzylindermotoren der Ateliers de Construction Mécanique l’Aster aus Saint-Denis (Frankreich) zu importieren. Dieses fertigte den ersten De Dion-Bouton Einzylinder in Lizenz mit 138 cm³ und ebenfalls ½ PS.
Im Frühjahr 1899 hatte das Unternehmen zudem mit De Dion-Bouton selbst einen Vertrag über den USA-weiten Alleinimport von De-Dion-Bouton-Motordreirädern und Quadricycles abgeschlossen und bezog auch von dort Motoren, für die das Werk in Puteaux bei Paris weltweiter Marktführer war.

### Experimental-Motorrad
1898 begann Metz mit einem motorgetriebenen Fahrrad zu experimentieren. 1899 hatte er den gebürtigen Franzosen Albert Champion (1878–1927) ins Land geholt. Dieser beteiligte sich während seiner Anstellung bei Waltham Manufacturing an der Entwicklung des Orient-Aster, welche getrennt von der Fahrradproduktion im Waltham-Werk an der Seyon Street erfolgte.
Dazu gibt es allerdings widersprüchliche Angaben. Gemäß den meisten Quellen wurde das Orient Motorrad 1898 als eine Art Prototyp fertiggestellt. Zumindest dieses Exemplar wird auch Orient Motor Pacer oder Orient Tandem Pacer genannt und benötigte zwei Personen zum Betrieb: Eine lenkte, die andere bediente den Einzylindermotor mit ½ PS Leistung. Die meisten Quellen nennen 1899 als Ankunftsjahr Champions in den USA; demnach könnte er an der Vorbereitung der Serienproduktion mitgewirkt haben. Gestützt wird dies durch die Tatsache, dass Champion zuletzt in Frankreich am Fahrrad-Rennen Paris–Roubaix 1899 teilnahm (das er gewann).

### Serienbau
Metz präsentierte sein Motorrad am 31. Juli 1900 erstmals der Öffentlichkeit. Anlass war eine Vorführung im Charles River Race Park in Boston (Massachusetts), wo Champion 5 Meilen (8,045 km) in etwas über 7 Minuten zurücklegte. Diese Veranstaltung gilt als erster belegter Motorrad-Sportanlass in den USA.
Um 1900 hatte Waltham Manufacturing zwei Motorräder im Angebot: den genannten Orient Light Roadster mit 240 cm³ De Dion-Bouton-Motor und 2¾ PS (2 kW) und das kleinere Orient-Aster mit dem Motor von Aster und ½ PS aus 138 cm³ Hubraum. Letzteres wurde bis 1904 oder 1905 gebaut und war mit US$ 250 relativ teuer. Bei beiden Versionen war der Motor hoch im Rahmen eingebaut, was nicht nur die Gewichtsverteilung verbesserte, sondern dem Fahrer zudem erlaubte, während der Fahrt den Vergaser zu justieren.
Charles Metz gilt auch als „Erfinder“ des Begriffs motor cycle, englisch für Motorrad. Er verwendete ihn erstmals 1899 in einer Anzeige für sein Orient-Aster Motorrad.
Champion wurde einer der ersten Motorrad-Werksfahrer in den USA. Später entwickelte er eine verbesserte Zündkerze und gründete 1905 ein Unternehmen zu dessen Herstellung und Verkauf. Aus seiner Champion Ignition Company wurde 1927 die AC Delco Division von General Motors.

### Wer war Erster?

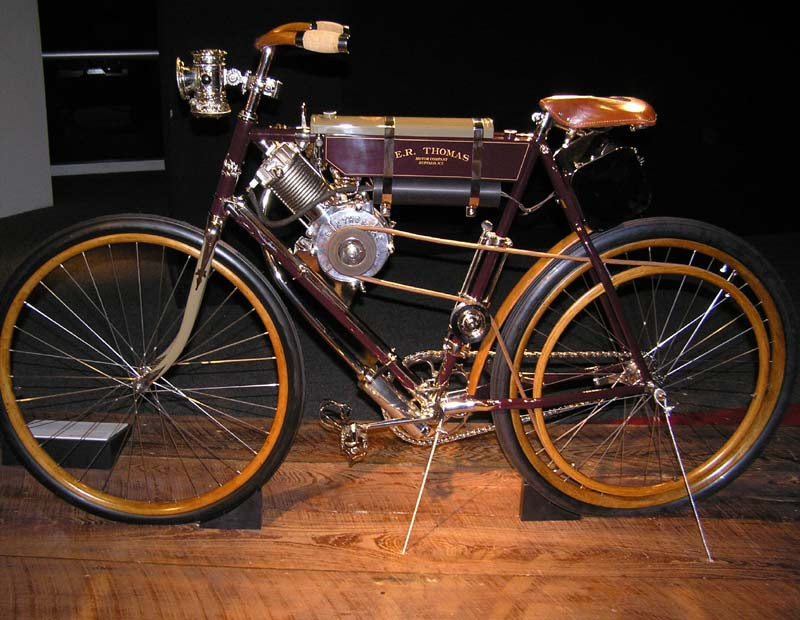
Thomas Autobi (1900)

Zwar wird meist die Thomas von 1900 als das erste kommerziell hergestellte Motorrad der USA genannt; Nicht ganz klar ist jedoch, wann Waltham Manufacturing die Serienfertigung seines Orient-Aster aufnahm: Bereits 1899, wie eine Anzeige des Herstellers und manche Quellen nahelegen oder, gemäß anderen, kurz nach dem Bostoner Rennen, also frühestens im August 1900. Je nach dem, wäre die Orient zuerst auf dem Markt gewesen...
Auf jeden Fall war Waltham Manufacturing innovativ und baute eines der frühesten Motorräder mit Ottomotor in den USA. Sie ist wohl auch die erste in größerer Stückzahl hergestellte Maschine. Waltham Manufacturing wird gelegentlich als erste Motorradfabrik in den USA genannt.
Das erste organisierte Motorradrennen an der Westküste fand im Mai 1901 auf einer Pferderennbahn in Los Angeles (Kalifornien) statt. Vier Teilnehmer mussten den Rundkurs über eine Meile (1,609 km) zehn Mal zurücklegen. Sieger wurde Ralph Hamlin auf Orient mit einer Zeit von 18½ Minuten. Mit einem Durchschnitt von 31 mph (49,89 km/h) gewann eine Orient auch das erste offizielle Straßenrennen für Motorräder in den USA, das im Mai 1902 zwischen Irvington (New Jersey) und Milburn (New York) durchgeführt wurde. Die Distanz betrug 10 Meilen (16,09 km).

## Motorenbau

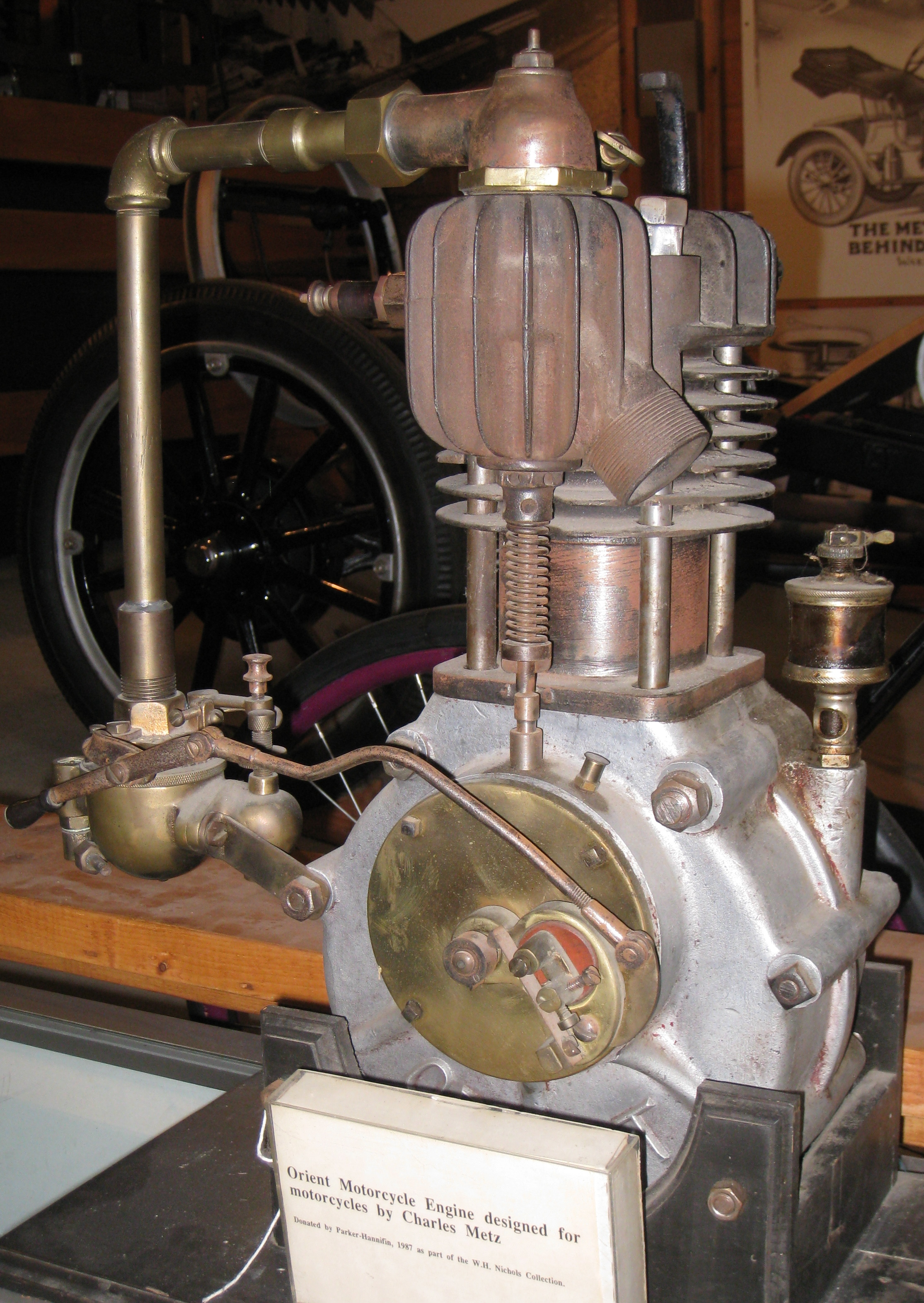
Der von Charles H. Metz entworfene Motorradmotor

Metz war vorausschauend genug, dass er einen eigenen Motorenbau in Erwägung zog. Ausgehend von der De-Dion-Bouton-Konstruktion, und mit der Unterstützung von Albert Champion, erschienen zunächst Motorradmotoren, die auch an andere Motorradbauer verkauft wurden. Metz richtete dazu auch eine eigene Gießerei ein. Ab 1902 wurden auch größere Einzylinder gebaut, gefolgt von Vierzylindern mit 16 und 20 PS (12 und 15 kW) ab etwa Ende 1904 und einem Zweizylinder-V-Motor mit 8 PS (6 kW) ab 1906; dieser war als Option für die Buckboard-Modelle erhältlich, die alle serienmäßig mit einem halb so starken Einzylindermotor ausgeliefert wurden.

## Orient Autogo und Quad

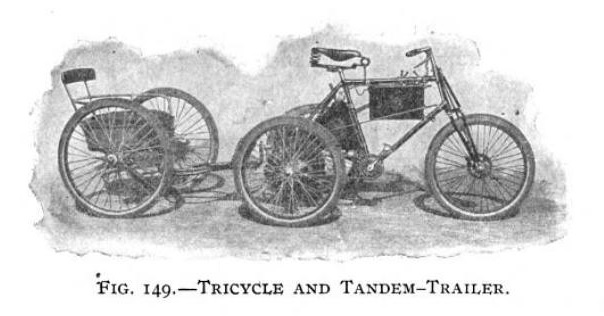
Das Orient Autogo, hier mit optionalem Personenanhänger, war ein Lizenznachbau des oben abgebildeten De-Dion-Bouton Tricycles (1899)

Tricycles und Quadricycles sind drei- resp. vierrädrige Fahrzeuge, welche ähnlich wie ein Motorrad aufgebaut sind. Dem Fahrer stehen Sattel und Lenker zur Verfügung; der Motor ist hinten angebracht.
Die Produktion eigener Tricycles und Quadricycles unter der Bezeichnung Orient Autogo und Autogo Quad erfolgte kurz nach der Einführung der Motorräder. Wahlweise waren jeweils der 3-PS-Aster-Motor oder der 5-PS-De Dion-Bouton-Motor erhältlich. Letzteres Unternehmen stellte das wohl bekannteste Motordreirad her und war wahrscheinlich auch Lizenzgeberin für die Rahmenkonstruktion des Orient Autogo, welches in der eigenen Literatur als "Automobil" bezeichnet wurde. Ende 1901 lief diese Produktion aus.
Von 1897 bis 1901, Lizenznehmer und Kopien wie das Autogo nicht mitberechnet, verkaufte Marktführer De Dion-Bouton allein etwa 15.000 Motordreiräder.

## Automobilbau

### Tinker & Piper Dampfwagen
Der Automobilbau begann bei Waltham Manufacturing auf Umwegen. Zwei Mitarbeiter, George M. Tinker und John W. Piper, erhielten von Metz die Erlaubnis, in einer abseits gelegenen Ecke des Werks an der Seyon Street einen Dampfwagen zu bauen. Zwei weitere folgten. Mit der Ermutigung von Charles Metz verließen Tinker und Piper das Unternehmen Anfang 1900 und gründeten im Ort die Waltham Automobile Company, welche noch bis 1902 oder 1903 leichte Dampfautos herstellte.

### Orient Electric
Ein namhafter Investor in die Waltham Manufacturing Company war Charles Albert Coffin (1844–1926), der erste Präsident von General Electric. Dieser beauftragte in der zweiten Hälfte des Jahres 1898 Tinker und Piper mit der Konstruktion eines Elektrofahrzeug-Prototyps. Dieser Orient Electric wurde an der New York Cycle & Automobile Show gezeigt, die vom 21. bis 28. Januar 1899 im Madison Square Garden durchgeführt wurde. Bekannt ist, dass das Fahrzeug einen Radstand von 1524 mm (60 Zoll) hatte, ca. 450 kg (1000 lbs) wog und einen Motor von General Electric (GE) erhielt. Letzteres war naheliegend, denn Coffin war der erste Präsident der 1892 gegründeten GE in Lynn (Massachusetts). Weder die Konstrukteure noch Metz konnten sich jedoch für den Bau weiterer Elektrofahrzeuge begeistern, sodass es bei diesem Einzelstück blieb.

### Victoriette
Unabhängig davon bauten Robbins und Metz ebenfalls 1898 einen De-Dion-Bouton Motor in einen leichten Rahmen. Das Gefährt erhielt eine Buggy-Karosserie und war möglicherweise die Basis für die Victoriette.
Diese war ein etwas größeres Fahrzeug als das Quadricycle. Darüber ist nur wenig bekannt. Einzig das Cycle and Automobile Trade Journal scheint im September 1900 kurz darauf eingegangen zu sein. Demnach handelte es sich um einen Motor-Buggy mit Aster- oder De Dion-Bouton-Motor. Im Standardwerk von B. R. Kimes und H. A. Clark wird es nicht erwähnt.
Somit bot Waltham Manufacturing um 1900–1901 drei Arten von Motorfahrzeugen an:
- Orient und Orient-Aster Motorräder zu US$ 250 bis 300 (je nach Motor und Ausstattung)[23]
- Orient Autogo Tricycle ab US$ 450[23]
- Orient Autogo Quad Quadricycle ab US$ 600[23]
- Orient Victoriette Motor-Buggy ab US$ 925; mit Faltverdeck US$ 1000[23]

### Runabout
Zwar ist die Quellenlage etwas dürftig, es ist aber naheliegend, dass die Victoriette auch die Grundlage für den für das Modelljahr 1902 eingeführten Runabout lieferte. Etwa 400 Runabouts wurden verkauft. Der 1903 vorgestellte Runabout No. 9 war glücklos.
Die Automobilproduktion wurde in Räumlichkeiten an der Seyon Street aufgenommen, getrennt vom Zweirad- und Buckboard-Bau im Stammwerk an der Rumford Avenue.

## Abgang von Charles Metz

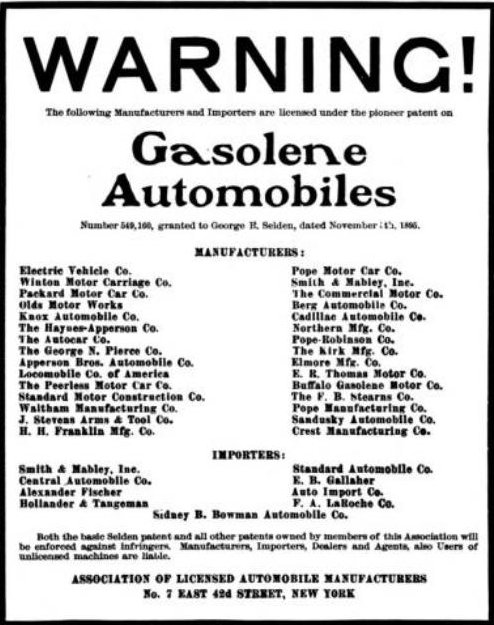
Anzeige der Association of Licensed Automobile Manufacturers (A.L.A.M.) von 1904. Waltham Manufacturing ist als Mitglied aufgeführt.

Schon bald kam es unter den Eigentümern zu Unstimmigkeiten über die künftige Modellpolitik. Coffin war naturgemäß für Elektroautos. Unterstützt wurde er von Professor Elihu Thomson, welcher auch der ebenfalls in Lynn domizilierten Thomson-Houston Electric Company vorstand. Für diese entwickelte er Akkumulatoren. Metz hingegen war überzeugt vom Benzinfahrzeug. Im Mai 1902 zog er die Konsequenzen und ließ sich auszahlen.
Metz war danach kurze Zeit als Verleger eines Fachblatts für Motorfahrzeuge tätig, ehe er die Waltham Development Company in Waltham ins Leben rief. Diese brachte er in ein Gemeinschaftsunternehmen mit den Marsh-Brüdern in Brockton (Massachusetts) ein, woraus die American Motor Company entstand, welche Motorräder der Marken Marsh-Metz resp. M-M herstellte. Von den Marshs übernahm er deren Automobilproduktion, die Marsh Motor Carriage Company in Brockton. Es scheint, dass der Marsh Personenwagen danach als Waltham verkauft wurde.
Sein Nachfolger als Geschäftsführer der Waltham Manufacturing Company wurde Leonard B. Gaylor. Dieser war zuvor Betriebsleiter bei den Tribune Fahrradwerken in Pennsylvania gewesen. Im gleichen Jahr begann die Fertigung der noch von Metz entwickelten Motoren, zunächst mit einem Einzylinder von 8 PS Leistung.
Waltham Manufacturing wurde bereits im Frühsommer 1903 Lizenznehmer und Mitglied der Association of Licensed Automobile Manufacturers (A.L.A.M.). Diese erst im Januar dieses Jahres gegründete Organisation diente dem Aufbau eines Monopols für Automobilbau und -import in den USA. Die Grundlage dafür war das 1895 auf George Baldwin Selden (1846–1922) ausgestellte Selden-Patent über ein Automobil mit Verbrennungsmotor. Die Patentinhaber vertraten die zunächst von einem US-Gericht gestützte Auffassung, dass nur Inhaber einer Nutzungslizenz berechtigt waren, Motorfahrzeuge herzustellen, wofür Gebühren zu entrichten seien. Vollzugsorgan war die A.L.A.M., die damit die Macht hatte, Herstellern den Bau solcher Produkte zu untersagen und sie so vom Markt zu verdrängen. Das Vorhaben scheiterte am erbitterten juristischen Widerstand einer Gruppe von Herstellern um Henry Ford.

## Einzelnachweise

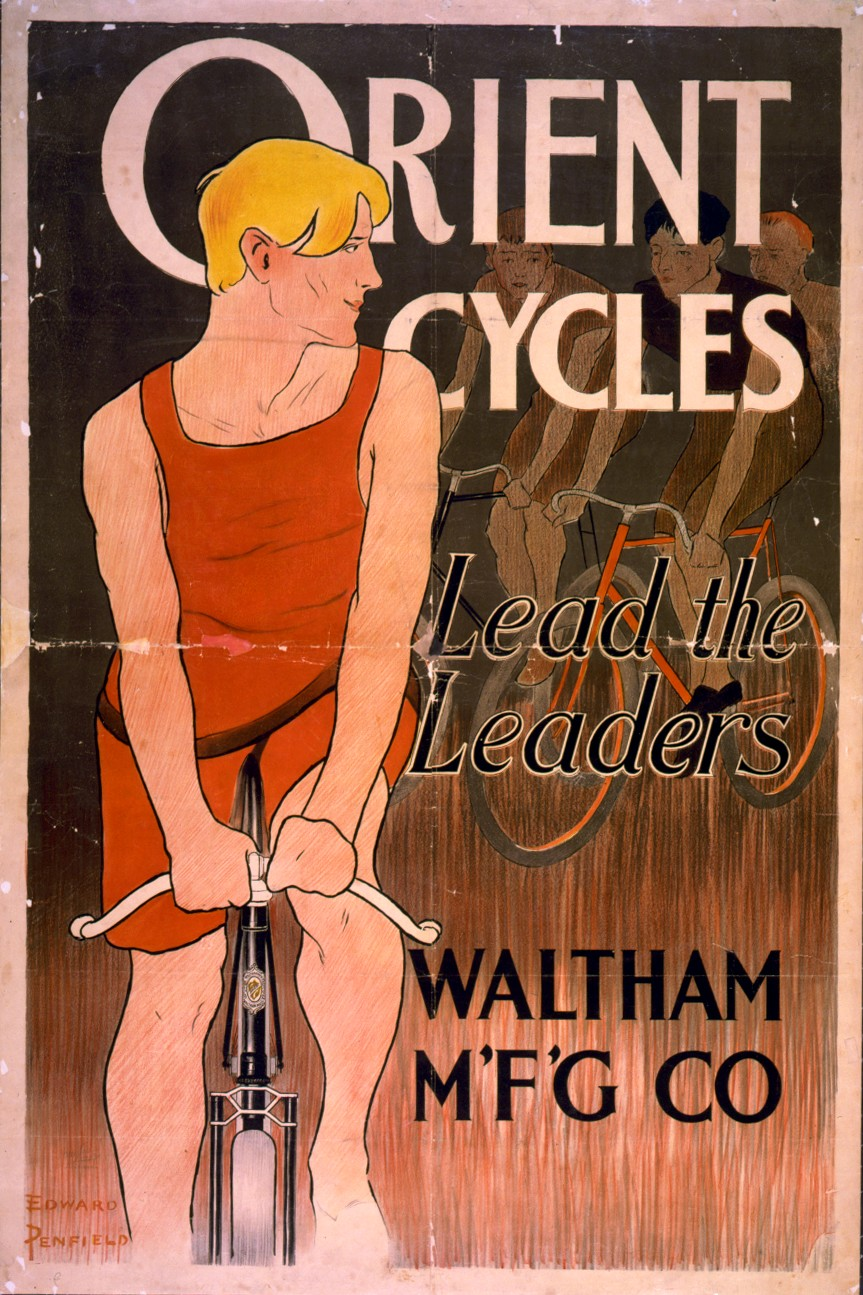
Werbeplakat für Orient-Fahrräder (um 1898)

## Orient Buckboard

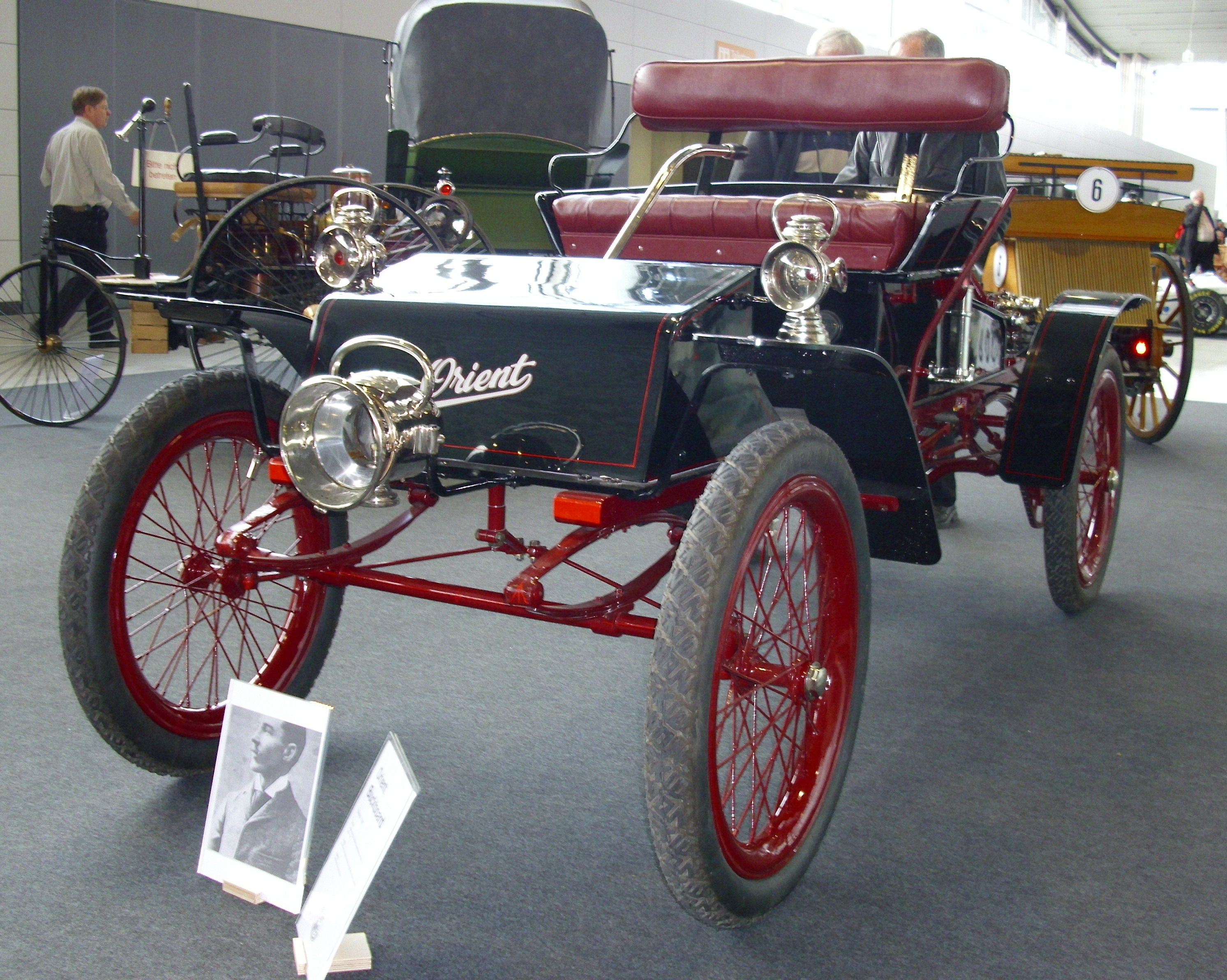
Waltham Orient Buckboard (1906)

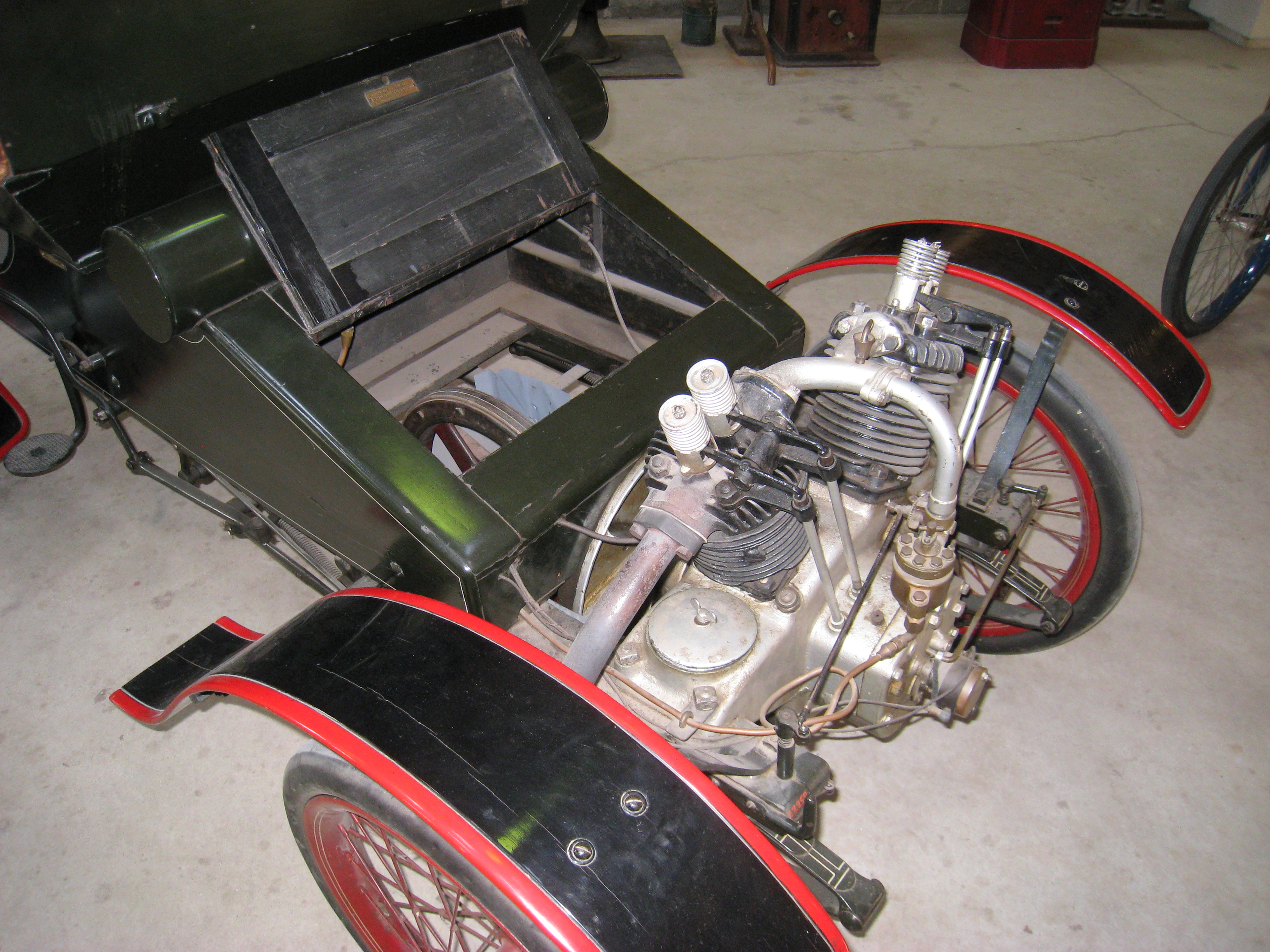
Die übersichtliche Technik des Modells E.R. Runabout. Dieses Exemplar hat den optionalen V-Twin und 8 PS Leistung

Gaylor war auch ein Konstrukteur. Ein erstes Ergebnis dieser Tätigkeit für Waltham Manufacturing war das Orient Buckboard. An diesem bereits 1902 eingeführten, winzigen Motorfahrzeug wurde auf alles verzichtet, was nicht unbedingt notwendig war – zunächst sogar auf eine Federung der Hinterachse. Die gab es anfangs nur vorn mittels Blattfedern. Der Einzylindermotor war im Heck stehend untergebracht. Die Kraft wurde über ein Friktionsgetriebe und einen Riemen (später stattdessen zwei Ketten) auf die Hinterachse übertragen.

### Ein- und Zweizylinder
Eine Karosserie gab es nicht, auf der hölzernen Plattform, welche den Boden bildete, war mittig eine Zweierbank angebracht und vier Kotflügel schützten vor dem ärgsten Spritzwasser. Gelenkt wurde mit dem damals auch für größere Autos üblichen "Kuhschwanz"-Hebel. Der Radstand fiel mit 80 Zoll (2032 mm) sehr bescheiden aus. Das Vehikel war natürlich sehr leicht und konnte daher die respektable Geschwindigkeit von 30 mph (48 km/h) erreichen, sofern dies die unbefestigten Straßen und die Aufhängung zuließen. Der Tank reichte für etwa 100 Meilen (161 km). Ein Buckboard kostete mit US$ 375 weniger als halb so viel wie das 1903 nachgeschobene Model No. 9 mit gleichem Radstand, dem hauseigenen 8 PS Einzylindermotor und vernünftiger Karosserie. Letzterer ist der damals kleinsten Auto-Kategorie, den Light cars, zuzuordnen und damit ein Vorläufer der Cyclecars. Buckboards entstanden bereits vorher und waren vor allem in den USA verbreitet. Sie nahmen ebenfalls Elemente der Cyclecars vorweg und entwickelten sich zu einer Unterform derselben, nachdem für sie Motorradtechnik verfügbar wurde.
Spätere Orient Buckboard hatten eine richtige Federung (mit vier Doppelelliptikfedern), was keineswegs selbstverständlich war. Außerdem war ab etwa 1906 ein V-Twin mit 8 PS als Option für die 4-PS-Buckboards lieferbar. Dieses Triebwerk war recht populär.

### Orient Modell E.R.

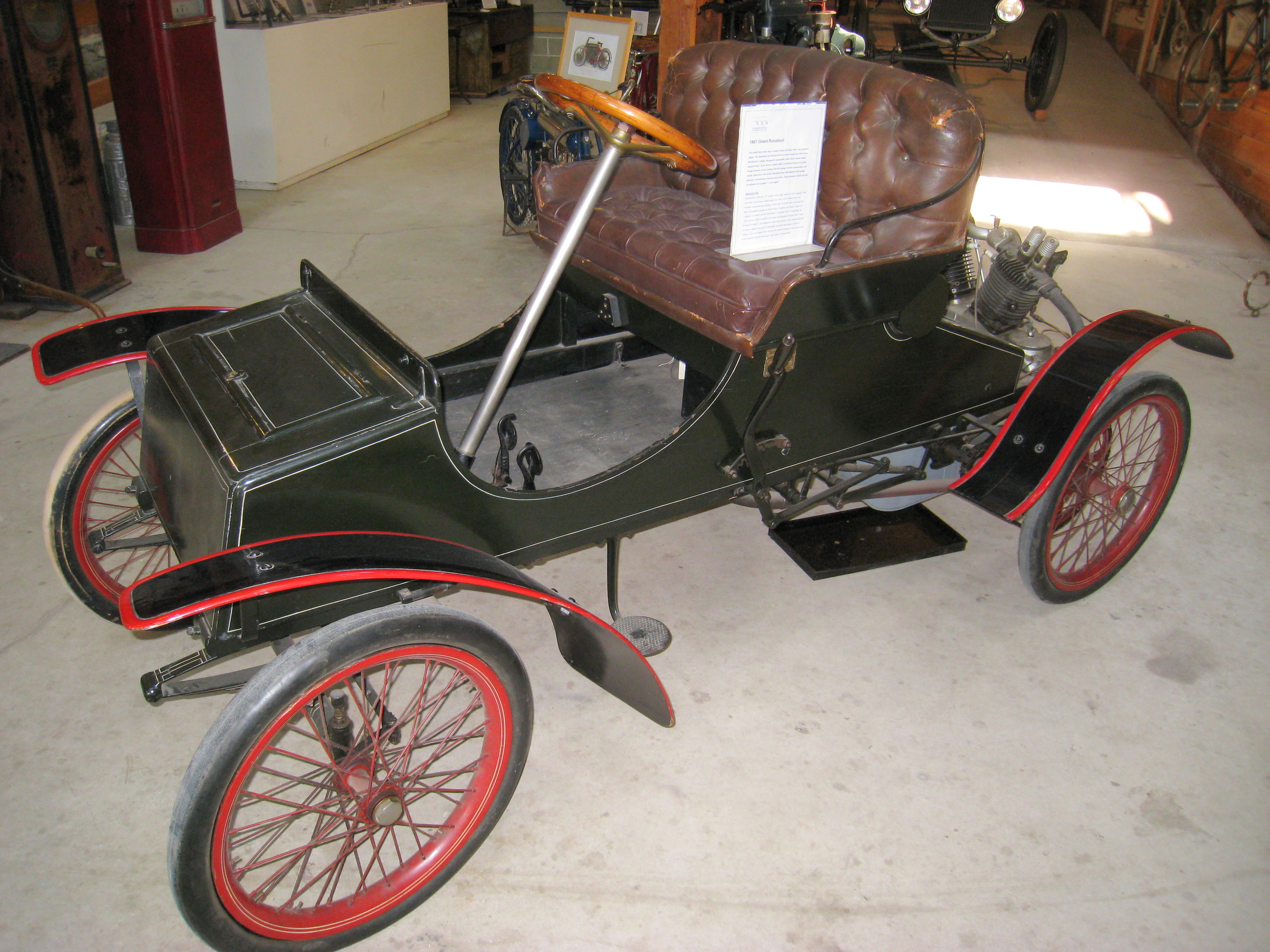
Orient Modell E.R. Runabout (1907)

Abgeleitet vom Buckboard war der etwas kürzere Runabout E.R. Waltham Manufacturing bot ihn mit erstmals mit Achsschenkellenkung, Lenkrad und angedeuteter Karosserie an. In dieser Form konnte er schon fast als Light car gelten. Mit einem Listenpreis von US$ 1275 war er aber kaum konkurrenzfähig.
Immerhin konnte Waltham Manufacturing mit dem einigermaßen berechtigten Slogan "Das billigste Auto der Welt" werben. Ebenfalls nicht ungeschickt war auch ein anderer: "Jeder sollte einen haben."
Das Buckboard wurde im Werk an der Rumford Avenue gebaut. Insgesamt entstanden zwischen 2500 und 3250 Exemplare. Der Verkauf erfolgte weltweit.

### Leichte Nutzfahrzeuge
Waltham führte erstmals 1904 einen Kleinlieferwagen Orient Buckboard Delivery mit dem 4 PS-Motor im Programm. Offiziell wurden Fahrzeuge für kommerzielle Anwendungen von 1906 bis 1908 angeboten. Diese leichten Delivery Vans waren in acht Versionen mit Ein- oder Zweizylindermotoren (die vom PKW bekannten 4 oder 8 PS-Motoren) erhältlich. Der Kunde hatte die Wahl aus zwei Radständen von 98 oder 99 Zoll (2946 oder 3200 mm) und einer Nutzlast von 600 oder 800 lb (272 oder 363 kg). Das teuerste dieser Fahrzeuge der Democrat Wagon für 4–6 Personen zu einem Preis ab US$ 1850.

## Vierzylinder

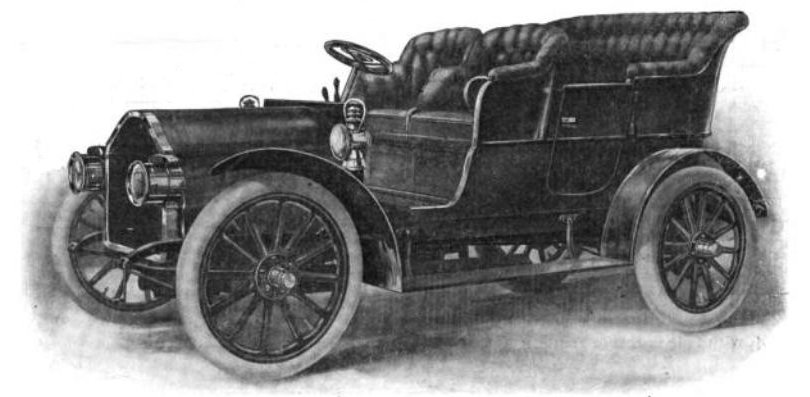
Orient 20 PS De Luxe Touring mit luftgekühltem Vierzylindermotor, konventionellem Getriebe und Kardanantrieb Dieses Topmodell der Marke kostete US$ 2250. (1905)

1904 verließ Werkleiter John Robbins das Unternehmen. Sein Nachfolger wurde der russischstämmige Leo Melanowski. Dieser hatte eine Mechanikerlehre bei der Otto Gasmotoren Gesellschaft in Wien abgeschlossen und war danach für die renommierten französischen Hersteller Panhard & Levassor und Établissements Clément-Bayard tätig, ehe er in die USA auswanderte. Hier arbeitete er bei Winton als Chefingenieur und half beim Aufbau von deren Rennwagenprogramm; der Bullett gilt als einer der besten US-Rennwagen dieser Zeit.
Von 1905 bis 1907 gab es die größte Modellvielfalt. Vier verschiedene Buckboards mit Preisen zwischen US$ 375 und US$ 525 wurden angeboten. Dazu kamen gleich zwei neue Vierzylindermodelle, welche wohl auf Melanowskis Zeichentisch entstanden sind.
Diese Triebwerke bestanden aus vier Einzylindermotoren, welche auf eine gemeinsame Kurbelwelle gesetzt wurden.
Die erwähnten Vierzylinder waren ein als Orient Light Touring eingeführter Mittelklassewagen mit 16 PS und ein etwas stärkerer Orient Deluxe Touring mit 20 PS. Wenngleich es immer noch keine konsequente Verwendung des Markennamens gab, setzte sich bei den größeren Modellen zunehmend Waltham durch. Diese Fahrzeuge waren konventionell gebaut, hielten am Kettenantrieb fest und hatten konventionelle Getriebe.
Nun gab es größte Verwirrung bezüglich der Modelle und Marken. Bei Waltham Manufacturing war man lange unschlüssig darüber, unter welcher Bezeichnung die Automobile verkauft werden sollten. Orient war ja im Fahrrad- und Motorradbereich bestens eingeführt, die Ausdehnung aus das Pkw-Geschäft daher durchaus eine Option. Dem stand allerdings das wenig prestigeträchtige Buckboard gegenüber, das ebenfalls als Orient vermarktet wurde.
Waltham Manufacturing wählte schließlich die unglücklichste aller Möglichkeiten und verkaufte die Autos zumindest teilweise sowohl als Orient wie auch als Waltham, und auch die Kombination Orient-Waltham kam ganz offiziell vor.
Melanowski blieb nur knapp zwei Jahre bei Waltham Manufacturing; er verließ das Unternehmen, um erst dem Rennfahrer Joe Tracy beim Aufbau der Dragon Automobile Company in Detroit (Michigan) und Philadelphia (Pennsylvania)n zu helfen. Danach ging er zur ebenfalls in Detroit angesiedelten Aerocar Motor Company. Beide Gesellschaften mussten bereits 1908 schließen.

## Charles Metz übernimmt

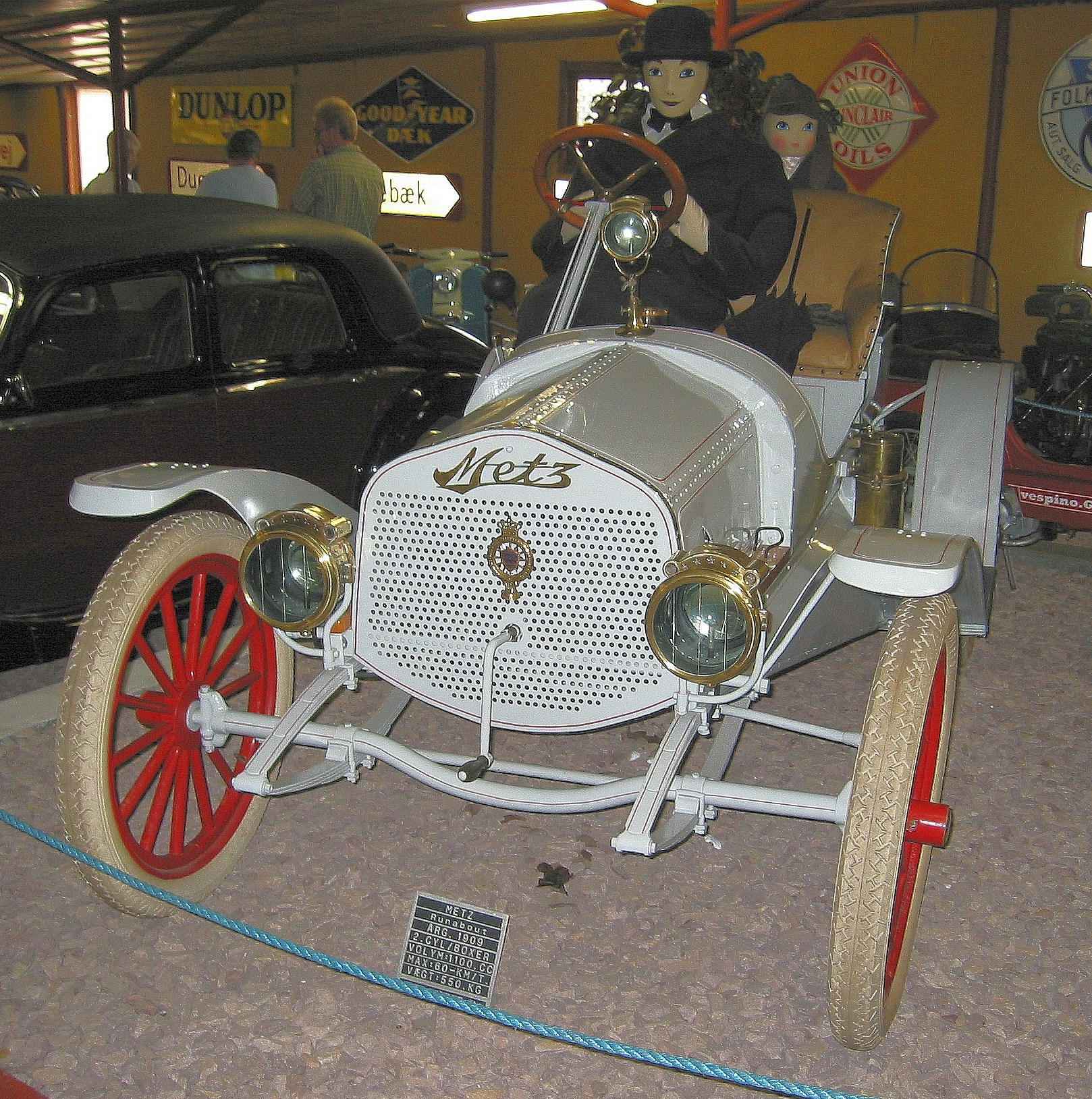
Metz Two Runabout (1909)

Melanowskis Nachfolger bei Waltham Manufacturing wurde William H. Little, ebenfalls ein fähiger Ingenieur. Jedoch wurde auch er bald abgeworben. William C. Durant berief ihn zum General Manager von Buick und ließ ihn eine neue Autofabrik aufbauen, nachdem er selber hatte bei General Motors abtreten müssen. Die Little Motor Car Company ging 1913 in Chevrolet auf.
Die vielen Führungswechsel und das Chaos im Marketingbereich bekamen der Waltham Manufacturing Company nicht gut. Zwar wurde die Einführung einer neuen Voiturette vorbereitet, in die das Management große Hoffnungen setzte. Little hatte ein attraktives kleines Auto mit dem traditionell luftgekühlten Zweizylindermotor und Friktionsgetriebe entworfen, das 1908 praktisch produktionsbereit war.
Eine kurze aber heftige Wirtschaftsdepression im Nachgang zum Börsencrash vom 13. März 1907 und der sog. Panik von 1907 brachte das Unternehmen an den Rand der Insolvenz und zwang die Verantwortlichen im Sommer 1908 zur Aufgabe.
Die Gläubigerbank bot Charles Metz an, das Unternehmen zu erwerben. Im Juli 1908 übernahm Metz die Aktiven und Passiven der Waltham Manufacturing Company.
Nach dem Kauf trat die bisherige Geschäftsleitung von ihren Funktionen zurück. Selbstverständlich wurde Metz neuer Präsident des Unternehmens. Sein Sohn Edwin H. Metz Sr. war als Vizepräsident zuständig für den Filialbetrieb, Charles J. Spiegelberg wurde Finanzvorstand, Roscoe A. Pickens Verkaufsleiter, Charles Wolf war zuständig für den Einkauf und der vormalige Werkleiter John Robbins war wieder an Bord als Produktionsleiter.
Nach außen wurde der Neuanfang dokumentiert mit einem neuen Markennamen, der bis 1921 bleiben sollte: Metz.
Ein Jahr nach dem Kauf wurde aus der C. H. Metz Company die Metz Manufacturing Company, kurz Metz Company.

## Orient- und Waltham-Personenwagen (ohne Motorräder, Übersicht)
| Bauzeit   | Marke          | Modell                      | Karosserie       | Zyl. | Leistung | Radstand           | Neupreis US$ | Bemerkungen                                                       |
| --------- | -------------- | --------------------------- | ---------------- | ---- | -------- | ------------------ | ------------ | ----------------------------------------------------------------- |
| 1899      | Orient         | Electric                    |                  |      |          | 60 in (1.524 mm)   | 1000         | Aster-Motor Prototyp                                              |
| 1900–1901 | Orient         | Autogo                      | Tricycle         | 1    | 3 PS     |                    | 450          | Aster-Motor                                                       |
| 1900–1901 | Orient         | Autogo                      | Tricycle         | 1    | 5 PS     |                    | 450          | De Dion-Bouton Motor                                              |
| 1900–1901 | Orient         | Autogo Quad                 | Quadricycle      | 1    | 3 PS     |                    | 600          | Aster-Motor                                                       |
| 1900–1901 | Orient         | Autogo Quad                 | Quadricycle      | 1    | 5 PS     |                    | 600          | De Dion-Bouton Motor                                              |
| 1900–1901 | Orient         | Victoriette                 | Motor-Buggy      | 1    | 3½ PS    |                    | 925          | Details fehlen                                                    |
| 1900–1901 | Orient         | Victoriette                 | Motor-Buggy      | 1    | 3½ PS    |                    | 925          | Details fehlen                                                    |
| 1902      | Orient         | Runabout                    | Runabout 2 Sitze | 1    | 8 PS     | 80 in (2.032 mm)   | 875          | Voiturette                                                        |
| 1903      | Orient         | Buckboard                   | Runabout 2 Sitze | 1    | 4 PS     | 80 in (2.032 mm)   | 375          | [ 2 ] [ 32 ]                                                      |
| 1903      | Orient         | Model No. 9                 | Runabout 2 Sitze | 1    | 8 PS     | 80 in (2.032 mm)   | 950          | Cyclecar                                                          |
| 1904      | Orient         | Buckboard                   | Runabout 2 Sitze | 1    | 4 PS     | 80 in (2.032 mm)   | 425          | [ 2 ] [ 32 ]                                                      |
| 1904      | Orient         | Buckboard                   | Runabout 3 Sitze | 1    | 4 PS     | 80 in (2.032 mm)   | 450          | [ 2 ] [ 32 ]                                                      |
| 1904      | Orient         | Buckboard Delivery          | Kleinlieferwagen | 1    | 4 PS     | 80 in (2.032 mm)   | 443          | [ 2 ] [ 32 ]                                                      |
| 1905      | Waltham        | Model E Touring Runabout    | Runabout 2 Sitze | 4    | 16 PS    | 82 in (2.082,8 mm) | 1500         | Nur als Waltham gelistet                                          |
| 1905–1907 | Orient         | Buckboard                   | Surrey           | 1    | 4 PS     | 80 in (2.032 mm)   | 450          | V-Twin 8 PS opt. ab 1906                                          |
| 1905–1907 | Orient         | Buckboard / BB              | Runabout         | 1    | 4 PS     | 80 in (2.032 mm)   | 475          | V-Twin 8 PS opt. ab 1906                                          |
| 1905–1907 | Orient         | Buckboard                   | Tonneau          | 1    | 4 PS     | 80 in (2.032 mm)   | 525          | V-Twin 8 PS opt. ab 1906                                          |
| 1905–1907 | Orient         | 16 HP / Model G             | Light Touring    | 4    | 16 PS    | 82 in (2.082,8 mm) | 1650         | auch als Waltham gelistet (-1906)                                 |
| 1905–1907 | Orient         | 20 HP / Model F             | Deluxe Touring   | 4    | 20 PS    | 110 in (2.794 mm)  | 3200         | [ 32 ]                                                            |
| 1906      | Waltham/Orient | Model K                     | Runabout 2 Sitze | 4    | 16 PS    | 82 in (2.082,8 mm) | 1600         | Kimes: Nur als Waltham gelistet; Orient gem. Anzeige von 1906     |
| 1906      | Waltham/Orient | Model L                     | Touring 5 Sitze  | 4    | 16 PS    | 82 in (2.082,8 mm) | 1750         | Kimes: Nur als Waltham gelistet; Orient gem. Anzeige von 1906     |
| 1906      | Waltham/Orient | Model M                     | Tonneau 4 Sitze  | 4    | 16 PS    | 82 in (2.082,8 mm) | 1750         | Kimes: Nur als Waltham gelistet; Orient gem. Anzeige von 1906     |
| 1906      | Waltham/Orient | Model N                     | Touring 5 Sitze  | 4    | 20 PS    | 96 in (2.438,4 mm) | 2000         | Kimes: Nur als Waltham gelistet; Orient gem. Anzeige von 1906     |
| 1906      | Waltham/Orient | Model R                     | Touring 5 Sitze  | 4    | 20 PS    | 96 in (2.438,4 mm) | 2250         | Kimes: Nur als Waltham gelistet; Orient gem. Anzeige von 1906     |
| 1907      | Waltham        | Orient Buckboard Model B.R. | Runabout         | 1    | 4 PS     | 80 in (2.032 mm)   | 400          | V-Twin 8 PS opt.                                                  |
| 1907      | Waltham        | Orient Model E.R.           | Runabout         | 1    | 4 PS     | 73 in (1.854,2 mm) | 400          | V-Twin 8 PS opt.                                                  |
| 1907      | Waltham        | Delivery car Model D.C.     | Kleinlieferwagen | 1    | 4 PS     | 73 in (1.854,2 mm) | 400          | V-Twin 8 PS opt.                                                  |
| 1907      | Waltham-Orient | Model T.R.                  | Runabout 2 Sitze | 4    | 16 PS    | 82 in (2.082,8 mm) | 1250         | entspricht Waltham Model K von 1906                               |
| 1907      | Waltham-Orient | Model T.T.                  | Touring 5 Sitze  | 4    | 20 PS    | 96 in (2.438,4 mm) | 1750         | entspricht Waltham Model N von 1906                               |
| 1907      | Waltham-Orient | Model D.L.                  | Touring 5 Sitze  | 4    | 20 PS    | 96 in (2.438,4 mm) | 2000         | entspricht Waltham Model R von 1906                               |
| 1908      | Waltham        | Model 17                    | Runabout 2 Sitze | 1    | 4 PS     | 84 in (2.133,6 mm) | 350          | Cyclecar                                                          |
| 1908      | Waltham        | Model 18                    | Runabout w/trunk | 1    | 4 PS     | 84 in (2.133,6 mm) | 400          | Cyclecar; wie Model 17 jedoch zus. mit Gepäckfach                 |
| 1908      | Waltham        | Model 27                    | Runabout 2 Sitze | 2    | 8 PS     | 84 in (2.133,6 mm) | 525          | Voiturette; wie Model 28 jedoch mit Lenkhebel                     |
| 1908      | Waltham        | Model 28                    | Runabout 2 Sitze | 2    | 8 PS     | 84 in (2.133,6 mm) | 600          | Voiturette; wie Model 27 jedoch mit Lenkrad                       |
| 1908      | Waltham        | Model E                     | Tonneau 4 Sitze  | 2    | 8 PS     | 84 in (2.133,6 mm) | 650          | Voiturette; technisch nicht verwandt mit Waltham Model E von 1905 |
| 1908      | Waltham        | Model D                     | Runabout 2 Sitze | 4    | 20 PS    | 96 in (2.438,4 mm) | 1750         | Nur als Waltham gelistet                                          |
| 1908      | Waltham        | Model D                     | Touring 5 Sitze  | 4    | 20 PS    | 96 in (2.438,4 mm) | 1800         | entspricht Waltham-Orient Model D.L. von 1907                     |

- Der Elektro-Prototyp von George M. Tinker und John W. Piper entstand für Waltham Manufacturing und wird daher aufgeführt. Die Dampfwagen Tinker & Piper resp. Waltham Steam entstanden unter Duldung der Waltham Manufacturing, aber auf eigene Rechnung; sie werden daher unter Waltham Automobile Company beschrieben.
- Ab 1906 wurde ein V-Twin mit 8 PS optional für alle 4-PS-Buckboards angeboten. Es ist anzunehmen, aber nicht gesichert, dass dieser Motor auch in später davon abgeleiteten Cyclecars und Voiturettes verwendet wurde. Daher wurde hier von einem entsprechenden Vermerk abgesehen.
- Die unklare Namens- und Modellbezeichnung bis 1908 kann zu Doppelnennungen in der Aufstellung führen. Wo diese klar sind, werden sie unter "Bemerkungen" genannt.
- Alle Quellen nennen 1907 als Zeitpunkt des Produktionsendes für das Buckboard; es ist daher davon auszugehen, dass die Modelle 17, 18, 27, 28 und E von 1908 trotz des günstigen Preises keine solchen waren.
- Der Metz Master Six von 1921 ist baugleich mit dem Waltham Six von 1922.

## Orient- und Orient-Waltham Nutzfahrzeuge (Übersicht)
| Bauzeit   | Marke            | Modell                       | Karosserie, Nutzlast     | Zyl. | Leistung | Radstand           | Neupreis US$ | Bemerkungen           |
| --------- | ---------------- | ---------------------------- | ------------------------ | ---- | -------- | ------------------ | ------------ | --------------------- |
| 1904      | Orient           | Buckboard Delivery           | Kleinlieferwagen         | 1    | 4 PS     | 98 in (2.489,2 mm) | 443          | vgl. auch PkW-Tabelle |
| 1906–1908 | Waltham-(Orient) | Delivery car Model D.C. 4 HP | Kleinlieferwagen, 600 lb | 1    | 4 PS     | 98 in (2.489,2 mm) |              | [ 33 ]                |
| 1906–1908 | Waltham-(Orient) | Delivery car Model D.C. 4 HP | Kleinlieferwagen, 600 lb | 1    | 4 PS     | 99 in (2.514,6 mm) |              | [ 33 ]                |
| 1906–1908 | Waltham-(Orient) | Delivery car Model D.C. 8 HP | Kleinlieferwagen, 800 lb | 2    | 8 PS     | 98 in (2.489,2 mm) |              | [ 33 ]                |
| 1906–1908 | Waltham-(Orient) | Delivery car Model D.C. 8 HP | Kleinlieferwagen, 800 lb | 2    | 8 PS     | 99 in (2.514,6 mm) |              | [ 33 ]                |
| 1906–1908 | Waltham-(Orient) | Democrat Wagon 8 HP          | Station Wagon, 4–6 Pl.   | 1    | 4 PS     | 99 in (2.514,6 mm) | 1850         | [ 33 ]                |
| 1906–1908 | Waltham-(Orient) | Democrat Wagon 8 HP          | Station Wagon, 4–6 Pl.   | 2    | 8 PS     | 99 in (2.514,6 mm) |              | [ 33 ]                |
| 1907      | Waltham          | Delivery car Model D.C. 4 HP | Kleinlieferwagen         | 1    | 4 PS     | 73 in (1.854,2 mm) | 400          | vgl. auch PkW-Tabelle |
| 1907      | Waltham          | Delivery car Model D.C. 8 BP | Kleinlieferwagen         | 2    | 8 PS     | 73 in (1.854,2 mm) |              | vgl. auch PkW-Tabelle |

- Doppelnennungen zwischen obiger PKW- und dieser Nutzfahrzeugliste sind aufgrund unterschiedlicher Quellen möglich. Wo diese klar sind, werden sie unter "Bemerkungen" in dieser Tabelle genannt.
- Ab 1906 wurde ein V-Twin mit 8 PS optional für alle 4-PS-Buckboards angeboten. Es ist anzunehmen, aber nicht gesichert, dass sich die Nutzlast von 600 lb (2946 kg) auf Versionen mit 4 PS Einzylindermotor und von 800 lb (363 kg) auf Versionen mit 8 PS Zweizylindermotor bezieht.
- Die unklare Namens- und Modellbezeichnung bis 1908 widerspiegelt sich in der Markenbezeichnung Waltham-(Orient), wobei Waltham üblicher gewesen sein dürfte.
- Die für Nutzfahrzeuge herangezogene Quellen nennt 1908 als Zeitpunkt des Produktionsendes; es ist daher davon auszugehen, dass Lieferwagen und Kleinbus länger als die anderen Buckboards produziert wurden.

## Produktionszahlen
Es wird vermutet, dass die Fahrgestellnummern 1–450 reserviert waren für Motorräder und Autogo und für das Buckboard mit 450 beginnen. Die tiefste bekannte Nummer auf einem Buckboard ist 478B.
Die folgenden Angaben beziehen sich auf alle motorisierten Fahrzeuge mit zwei, drei und vier Rädern. Sie sind eine vorläufige Interpretation und beruhen auf überarbeiteten Daten aus einer Quelle.
| Modelljahr | Marke   | Produktion | Bemerkungen |
| ---------- | ------- | ---------- | ----------- |
| 1899       | Orient  | 1          | Electric    |
| 1900       | Orient  | 123        |             |
| 1901       | Orient  | 210        |             |
| 1902       | Orient  | 412        |             |
| 1903       | Orient  | 613        |             |
| 1904       | Orient  | 710        |             |
| 1905       | Orient  | 1020       |             |
| 1906       | Waltham | 738        |             |
| 1907       | Waltham | 863        |             |
| 1908       | Waltham | 1230       |             |

## Orient, Waltham und Metz heute
Das historische Museum der Stadt Waltham, 25 Lexington Street, Waltham (Massachusetts) beschäftigt sich intensiv mit der Erforschung und Dokumentation der verschiedenen lokalen Automobilhersteller und auch mit der Biografie von Charles Metz.
Das Buckboard wurde weltweit vertrieben und auch in Lizenz gefertigt. Das historische Museum der Stadt Waltham hat recherchiert, dass noch 57 Buckboards existieren, wovon sich 45 in den USA befinden. Das Museum besitzt selbst eines davon. Mit der Fahrgestellnr. 495B dürfte es das zweitälteste erhaltene sein. Nummern unter 450 waren für Motorräder reserviert.
Ein Buckboard nimmt öfter am London to Brighton Veteran Car Run teil, so im November 2005.

### Zweiräder und Autogos
- proteanpaper.com: Katalog der Union Cycle Company (1894) (englisch) (abgerufen am 19. April 2013)
- barthworks.com: 1881 Ordinary Otto Bicycle (englisch) (abgerufen am 24. Februar 2014)
- Abb. eines Orient Chainless Fahrrads von 1898 im Bicycle Museum of America (Memento vom 4. September 2019 im Internet Archive)
- Smithsonian: America on the Move Museum; Roper steam motorcycle (1867) (englisch) (abgerufen am 27. Februar 2013)
- helium.com: History of American Motorcycle Companies (Memento vom 28. Juni 2014 im Internet Archive) (englisch)
- statnekov.com: Motorcycles Chapter 1 mit der Abbildung einer Orient Tandem Pacer (englisch) (abgerufen am 3. März 2013)
- theworldofmotorcycles.com: 1900 Orient Light Roadster Motor Cycle (englisch) (abgerufen am 25. Februar 2014)
- theworldofmotorcycles.com: Antique Motorcycles: Charles Metz & Waltham Mfg. (englisch) (abgerufen am 3. März 2013)
- theworldofmotorcycles.com: Vintage Motorcycle Marsh-Metz (englisch) (abgerufen am 21. Januar 2014)
- motorcycle.com: Motorcycle history Part 2 (englisch) (abgerufen am 21. Januar 2014)
- oldbike.wordpress.com: Motorized Tandems (englisch) (abgerufen am 24. Februar 2014)
- pazhayathu.blogspot.ch: Early Motor-cycles (englisch) (abgerufen am 24. Februar 2014)
- aspx conceptcarz.com: Orient Autogo (1900) (englisch) (abgerufen am 24. Februar 2014)

### Automobile
- carfolio.com: Spezifikationen 1906 Waltham Orient Buckboard 1906 (englisch) (abgerufen am 3. Februar 2014)
- conceptcarz.com: Waltham Orient Runabout Buckboard (1903) (englisch) (abgerufen am 2. Februar 2014)
- trombinoscar.com: Waltham Orient Buckboard Model B.R. und Firmengeschichte (französisch) (abgerufen am 1. Februar 2014)
- conceptcarz.com: Waltham Orient Runabout Buckboard (1906) (englisch) (abgerufen am 2. Februar 2014)
- Hugo Diemer: Automobiles - a Practical Treatise; American School of Correspondence (1909). PDF, vgl. S. 156 (englisch), abgerufen am 10. Juli 2014
- conceptcarz.com: Metz Two / 12 HP (1909) (englisch) (abgerufen am 27. Februar 2013)
- historicwaltham.org: Essays / Isabella Perruzzi / Charles Metz; Geschichte bei Waltham und WMC (englisch) (abgerufen am 13. Juni 2013)
- Waltham Museum: Metz Company (englisch) (abgerufen am 1. Februar 2014)
- Waltham Museum: Industrial Donations (englisch) (abgerufen am 8. März 2013)
- Waltham Museum: Metz Collection: Inventory (englisch) (abgerufen am 8. März 2013)
- Waltham Museum: Waltham Hall of Fame / Inventors (englisch) (abgerufen am 4. April 2013)
- Waltham Museum: The Waltham Steam Cars of Piper and Tinker (englisch) (abgerufen am 26. Februar 2014)
- Waltham Museum: Autos (englisch) (abgerufen am 1. Februar 2014)
- Association of Licensed Automobile Manufacturers (A.L.A.M.) (Herausgeber): Handbook of Gasoline Automobiles / 1904-1905-1906; Reprint mit einer Einführung von Clarence P. Hornung, Dover Publications, New York (1. Januar 1969)
- Association of Licensed Automobile Manufacturers (A.L.A.M.) (Herausgeber), Handbook of Gasoline Automobiles 1906 (Faksimile), CreateSpace Independent Publishing Platform (15. Dezember 2015) ISBN 978-1-522-75819-8
- Association of Licensed Automobile Manufacturers A.L.A.M. (National Automobile Chamber of Commerce; Inc. N.A.C.C.): Handbook of Automobiles 1915-1916 Dover Publications, Inc.; Reprint (1970)